# الطريق الدولي اليوناني 82
الطريق الدولي اليوناني 82 ((باليونانية: Εθνική Οδός 82)‏, يعرف اختصاراً بـ EO82) هو طريق مسار واحد في جنوب اليونان. يربط بيلوس مع أسبرطة عبر كالاماتا. يمر عبر الوحدات الإقليمية ميسينيا ولاكونيا، في شبه جزيرة البيلوبونيز. يبلغ طوله 110 كم.

## الطريق
يمر الطريق الدولي اليوناني 82 من خلال الأماكن التالية:
- بيلوس
- Chandrinos
- بيتاليدي
- Velika
- Messini
- Asprochoma
- كالاماتا
- Artemisia
- ميستراس
- ماغولا
- أسبرطة